# 梅尼勒贡杜安
梅尼勒贡杜安（法語：Ménil-Gondouin，法語發音：[menil ɡɔ̃dwɛ̃] ⓘ）是法国奥恩省的一个市镇，属于阿让唐区。

## 地理
梅尼勒贡杜安（48°45'16"N, 0°17'37"W）面积9.17 平方千米，位于法国诺曼底大区奧恩省，该省份为法国西北部内陆省份，北起顺时针与卡爾瓦多斯省、厄尔省、厄尔-卢瓦省、萨尔特省、马耶讷省和芒什省接壤。
与梅尼勒贡杜安接壤的市镇（或旧市镇、城区）包括：皮唐日勒拉克、圣安德烈-德布里尤兹。

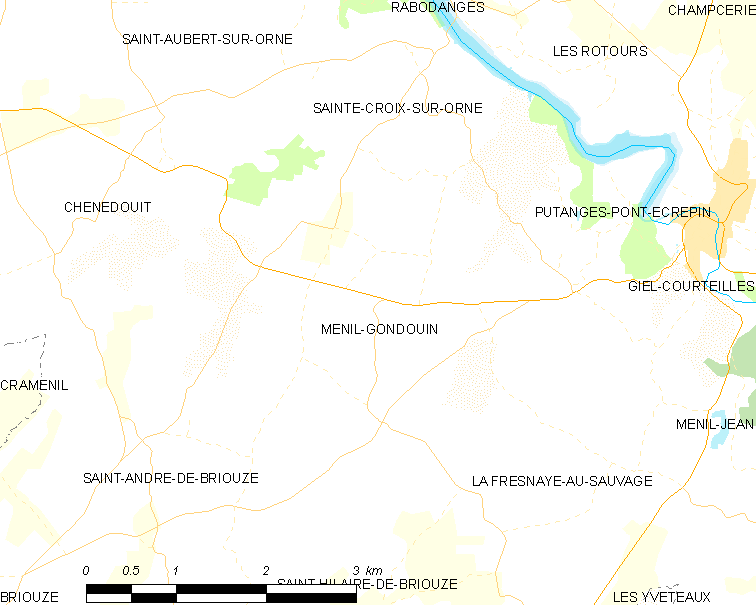
梅尼勒贡杜安的OSM定位图

梅尼勒贡杜安的时区为UTC+01:00、UTC+02:00（夏令时）。

## 行政
梅尼勒贡杜安的邮政编码为61210，INSEE市镇编码为61265。

## 政治
梅尼勒贡杜安所属的省级选区为阿蒂斯-瓦勒德鲁夫尔县。

## 人口

1962-2008年间梅尼勒贡杜安人口变化图示

梅尼勒贡杜安于2022年1月1日时的人口数量为157人。